# Benedetto Orazio Paternò Castello
Benedetto Orazio Paternò Castello, VII marchese di San Giuliano, (Catania, 22 settembre 1810 – Catania, 5 febbraio 1885), è stato un patriota e politico italiano.

## Biografia
Don Benedetto Orazio Paternò Castello, settimo marchese di San Giuliano, fu membro del Casato dei Paternò (importante famiglia feudale Siciliana) e nacque da Antonino Paternò Castello (1779-1861) e da Maria Concetta dei marchesi Tedeschi.
Aderì alla rivoluzione siciliana del '48, fu colonnello della Guardia Nazionale siciliana nel 1848 e, più tardi, Maggiore Generale della Guardia Nazionale nel 1860.
Prese parte a una cospirazione contro i Borboni; scoperto e condannato a morte, riuscì a fuggire.
Venne nominato con decreto del 20 gennaio 1861 senatore del Regno d'Italia e fece parte del Senato a partire dall'VIII legislatura.
Quale assessore ai Lavori Pubblici della città di Catania nella prima giunta postunitaria, si occupò della sistemazione generale della Marina, con l'arginamento dell'Amenano e l'ampliamento della Villa Pacini. Dopo l'approvazione del decreto del 2 settembre 1860 sull'apertura degli «asili infantili» in tutta la Sicilia, istituì a Catania il «Garibaldi», presso la casa del vescovado, e il «Vittorio Emanuele» presso il quartiere Borgo (casa Cordaro). Nel 1862 prese la decisione di far spostare la Fontana dell'Elefante, simbolo della città, nel piano di San Francesco, ma il Consiglio comunale rigettò l'iniziativa per motivi di ordine pubblico.
Sposò Caterina Statella e Moncada, figlia del Principe di Cassaro, da cui ebbe Antonino, ministro, deputato e senatore.

## Curiosità
Secondo la testimonianza di Alberico Lo Faso di Serradifalco, nel 1836, il giovane Benedetto Orazio di San Giuliano sfidò il generale Filangeri per aver promesso in sposa la figlia a Vincenzo Ruffo principe di Sant'Antimo. Il Generale dapprima accettò la sfida ma poi ne decise gli arresti domiciliari, così il marchese di San Giuliano fu rinchiuso nel Castello Sartirana di Breme.